# Law & Order (seizoen 10)
Dit artikel vat het tiende seizoen van Law & Order samen.

## Hoofdrollen
- Jerry Orbach - hoofdrechercheur Lennie Briscoe
- Jesse L. Martin - rechercheur Ed Green
- S. Epatha Merkerson - inspecteur Anita Van Buren
- Sam Waterston - eerste hulpofficier van justitie Jack McCoy
- Angie Harmon - hulpofficier van justitie Abbie Carmichael
- Steven Hill - officier van justitie Adam Schiff

## Terugkerende rollen
- Larry Clarke - rechercheur Morris LaMotte
- J.K. Simmons - dr. Emil Skoda
- Carolyn McCormick - dr. Elizabeth Olivet
- Leslie Hendrix - dr. Elizabeth Rodgers

## Afleveringen
| Aflevering | Titel                 | Regisseur           | Schrijver                          | Uitzenddatum      | Selectie gastrollen |
| --- | --------------------- | ------------------- | ---------------------------------- | ----------------- | --- |
| 1. | Gunshow               | Ed Sherin           | René Balcer                        | 22 september 1999 | Christine Farrell - forensisch onderzoekster Arlene Shrier Helen Carey - Charlotte Swan Neal Huff - Dennis Trope Peter Gerety - Charles Powell Murphy Guyer - mr. Weber Ron McLarty - rechter William Wright |
| Nadat iemand een bloedbad aanricht in het park gaat Briscoe met zijn nieuwe partner Ed Green op onderzoek uit. Zij komen al snel uit bij een verdachte, deze maakt een regeling met McCoy. Hij gaat de gevangenis in voor minimaal vijfentwintig jaar. Dan moet McCoy, onder druk van de publieke opinie, ook achter de wapenfabrikant aan en daagt de fabrikant voor de rechtbank voor moord.                                              |                       |                     |                                    |                   | |
| 2. | Killerz               | Constantine Makris  | Richard Sweren                     | 29 september 1999 | Mary Mara - mrs. Sharkey Hallee Hirsh - Jenny Brandt Luba Mason - Jocelyn Brandt Joseph Murphy - Vince Brandt Madeline Blue - Tara Padden Annie Golden - Frances Padden |
| Wanneer een kind wordt vermoord gaan Green en Briscoe op onderzoek uit. Zij vinden een verdachte, een tienjarig oud kind. McCoy wil dit kind lang achter de tralies hebben om zo toekomstige misdaden te voorkomen. |                       |                     |                                    |                   | |
| 3. | DNR                   | David Platt         | William N. Fordes                  | 6 oktober 1999    | Lindsay Crouse - Denise Grobman Debbon Ayer - Dana Grobman John Heard - Walter Grobman Sam Groom - Claymore Jeff McCarthy - Mitchell Brizzard |
| Wanneer de rechter Denise Grobman in haar auto wordt neergeschoten en levensgevaarlijk gewond raakt gaan Green en Briscoe op onderzoek uit. Zij komen al snel uit bij haar man die een huurmoordenaar ingehuurd heeft, zijn vrouw weigert dit te geloven. McCoy brengt haar man voor de rechtbank waar het slachtoffer weigert te getuigen tegen haar man.                                                                                  |                       |                     |                                    |                   | |
| 4. | Merger                | Stephen Wertimer    | Lynn Mamet                         | 13 oktober 1999   | Anne Twomey - Pepper Garrison Walter Bobbie - Michael Garrison Francie Swift - Mercedes Garrison Tom O'Rourke - Peter Behrens Paul Hecht - mr. Deliasa Eddie Kaye Thomas - Ethan Vance Stephen Barker Turner - Nick Vance Marianne Tatum - Marianna Vance                                                                                                  |
| Wanneer een vijftienjarige dochter van een rijke familie wordt vermoord gaan Green en Briscoe op onderzoek uit. Zij komen met een verdachte, het is een kind van een andere rijke familie. McCoy wil deze voor de rechtbank brengen maar wordt dan flink tegengewerkt door de beide invloedrijke families. |                       |                     |                                    |                   | |
| 5. | Justice               | Matthew Penn        | William N. Fordes Gerry Conway     | 10 november 1999  | Carey Lowell - Jamie Ross Maria Tucci - Helen Brolin John Michael Bolger - rechercheur Gordon Joseph Weiss - Michael Gordon Richard Masur - rechter Andrew Wolinsky |
| Na de moord op een advocaat wordt er een verdachte opgepakt. Als McCoy de dader voor de rechter brengt, krijgt hij een verrassing te verwerken, de advocate van de verdachte is zijn oude assistente Jamie Ross. De verdachte verklaart dat hij bewijs heeft wat een terdoodveroordeelde schuldig maakt, McCoy heeft altijd geloofd dat deze onschuldig was.                                                                                |                       |                     |                                    |                   | |
| 6. | Marathon              | Jace Alexander      | Richard Sweren Matt Witten         | 17 november 1999  | Lauren Vélez - mrs. Torres Richard Barboza - Flaco Ochoa Peter Davies - mr. Harrison Guillermo Díaz - Bobby Sabo Michael Cullen - Dietz |
| Wanneer een tasjesdief van Hispanicse afkomst zijn slachtoffer neerschiet gaan Green en Briscoe op onderzoek uit. Het onderzoek wekt frustraties op tussen de rechercheurs, het gaat voornamelijk over racistische insinuaties. Volgens Briscoe heeft Green bij zichzelf een gevaarlijke gewoonte ontwikkeld.. |                       |                     |                                    |                   | |
| 7. | Patsy                 | David Platt         | René Balcer Lynne E. Litt          | 24 november 1999  | Sebastian Roché - Ken Taylor Kevin O'Rourke - rechercheur O'Malley James Rebhorn - Charles Garnett Donald Corren - Medill Lynne Thigpen - rechter Ida Boucher |
| Wanneer een vrouw in comateuze toestand in haar appartement wordt gevonden gaan Green en Briscoe op onderzoek uit. Het onderzoek leidt hen naar haar zwager, hij is verdachte geweest in het verleden voor het vermoorden van zijn vrouw en heeft nu waarschijnlijk zijn schoonzus mishandeld. In de rechtbank blijft hij volhouden dat hij voor beide gevallen door iemand in de val wordt gelokt.                                         |                       |                     |                                    |                   | |
| 8. | Blood Money           | Matthew Penn        | Barry Schindel                     | 1 december 1999   | George Grizzard - Arthur Gold Matt Servitto - Jordan Grimaldi Jacqueline Antaramian - Donna Grimaldi Philip Goodwin - Alan Bresler Laura Esterman - Evelyn Walcoff |
| Wanneer er een dode man in een taxi wordt gevonden gaan Green en Briscoe op onderzoek uit. Het slachtoffer blijkt een gepensioneerde verzekeringsagent te zijn. Als zij een verdachte oppakken dan blijkt het motief te liggen bij het feit dat het slachtoffer tijdens de Holocaust verzekeringen verkocht aan Joden in Polen. |                       |                     |                                    |                   | |
| 9. | Sundown               | Jace Alexander      | William N. Fordes Krista Vernoff   | 15 december 1999  | Glynnis O'Connor - Anne Paulsen Missy Yager - Lisa Hallenbeck Bradley White - Michael Hallenbeck George N. Martin - William Hallenbeck Mark Pinter - Raymond Quinn John Newton - rechter Andrew Barsky |
| Wanneer een man doodgeslagen wordt gevonden in een ziekenhuis gaan Green en Briscoe op onderzoek uit. Zij komen bij een verdachte die lijdt aan Alzheimer, en McCoy moet nu uitzoeken of hij in staat is om voor de rechtbank te verschijnen. Mocht hij schuldig bevonden worden dan komt de vraag of de gevangenis berekend is op mensen met Alzheimer.                                                                                    |                       |                     |                                    |                   | |
| 10. | Loco Parentis         | Constantine Makris  | Richard Sweren Matt Witten         | 5 januari 2000    | Robert Clohessy - Robert Telford Julie Boyd - Sandra Telford Jacob Pitts - John Telford Ned Eisenberg - James Granick John Carter - rechter Harlan Newfield |
| Wanneer het lichaam van een tiener wordt gevonden gaan Green en Briscoe op onderzoek uit. Het onderzoek leidt hen naar een klasgenoot, die hem stelselmatig tiranniseerde en een interesse heeft in vechtsportwapens. Uit verder onderzoek blijkt dat zijn vader het moordwapen heeft geleverd, en hierom wil McCoy de vader aanklagen voor dood door schuld.                                                                               |                       |                     |                                    |                   | |
| 11. | Collision             | David Platt         | William N. Fordes Gerry Conway     | 26 januari 2000   | Tovah Feldshuh - Danielle Melnick Marcia Jean Kurtz - Myrna Bauer Joseph Hindy - Phil Bauer Roberta Maxwell - Teresa Brewster Bill Marcus - Ron Brewster |
| Wanneer een schizofrene vrouw wordt vermoord gaan Green en Briscoe op onderzoek uit. Zij komen uit bij een dakloze man die lijdt aan een bipolaire stoornis, tijdens de rechtszaak weigert hij zijn medicijnen in te nemen. Nu moet McCoy uitzoeken of de verdachte het recht heeft om zijn medicijnen te weigeren. |                       |                     |                                    |                   | |
| 12. | Mother's Milk         | Richard Dobbs       | Lynn Mamet Barry Schindel          | 9 februari 2000   | Mimi Bensinger - mrs. Chazen Lee Brock - mrs. Strickland Louis Cantarini - Joe Pintozzi Tessa Ghylin - Amy Beltran Susan Blommaert - rechter Rebecca Steinman |
| In een appartement, waar een stel met een baby inwoonde, worden bloedsporen gevonden. Green en Briscoe gaan op onderzoek uit en vinden de ouders die nu apart wonen, zij verklaren dat de baby bij de ander is. Later wordt de baby dood gevonden en nu moet McCoy uitzoeken welke ouder hiervoor verantwoordelijk is. |                       |                     |                                    |                   | |
| 13. | Panic                 | Constantine Makris  | Kathy McCormick Matt Witten        | 16 februari 2000  | Tom Berenger - Dean Tyler Linda Emond - Carolyn Tyler Gerry Bamman - Stan Gillum Richard Council - Claude Hays Leonardo Cimino - Tommy Valducci Jordan Charney - rechter Donald Karin |
| Wanneer een schrijfster van een bestseller wordt vermoord gaan Green en Briscoe op onderzoek uit. Zij komen met een verdachte, het is een FBI agent die getrouwd is en een affaire had met het slachtoffer, en haar hielp met onderzoek met haar nieuwe boek. Het wordt al snel duidelijk dat de rechercheurs het goede motief hebben maar de verkeerde verdachte.                                                                          |                       |                     |                                    |                   | |
| 14. | Entitled              | Ed Sherin           | Dick Wolf René Balcer Robert Palm  | 18 februari 2000  | Richard Belzer - rechercheur John Munch Mariska Hargitay - rechercheur Olivia Benson Christopher Meloni - rechercheur Elliott Stabler Dann Florek - hoofd van politie Donald Cragen Josef Sommer - Patrick Rumsey Noelle Beck - Stephanie Mulroney Jane Alexander - Regina Mulroney Ed Lauter - advocaat van de verdediging Katy Selverstone - Emily Shore |
| Green en Briscoe moeten samenwerken met de rechercheurs van SVU om een moord op te lossen. Zij ontdekken dat een politiek invloedrijke familie extreme maatregelen neemt om de moord te verdoezelen. Dit is een cross-over van een aflevering van Law & Order: Special Victims Unit (aflevering 15, seizoen 1). |                       |                     |                                    |                   | |
| 15. | Fools for Love        | Christopher Misiano | Kathy McCormick Lynne E. Litt      | 23 februari 2000  | Mariska Hargitay - rechercheur Olivia Benson Christopher Meloni - rechercheur Elliott Stabler Ellen Pompeo - Laura Kendrick Patrick Collins - Douglas Kendrick Tom Mardirosian - mr. Stubelski |
| Wanneer er twee vrouwelijk lichamen worden gevonden gaan Green en Briscoe op onderzoek uit, en ontdekken dat een slachtoffer een zus had en dat zij ook op de moordlocatie was. Een man wordt als verdachte opgepakt voor de moord en McCoy wil een regeling met de zus treffen als zij getuigt tegen de verdachte. Tegelijkertijd denkt McCoy dat de zus meewerkte met de verdachte maar kan het moeilijk bewijzen.                        |                       |                     |                                    |                   | |
| 16. | Trade This            | Jace Alexander      | René Balcer Barry Schindel         | 1 maart 2000      | Michael Gross - Carl Braddock Samuel E. Wright - Morris Stokely Bill Moor - Bill Patton Mary Kay Adams - Nancy Alvarez Jean LeClerc - dr. Martin Alvarez Vincent Curatola - Joey Dantoni sr. Donna Hanover - rechter Deborah Bourke |
| Wanneer een effectenhandelaar wordt vermoord gaan Green en Briscoe op onderzoek uit. Het onderzoek leidt hen naar een bende in georganiseerde misdaad als een huurmoordenaar hun belangrijkste verdachte doodschiet. |                       |                     |                                    |                   | |
| 17. | Black, White and Blue | Constantine Makris  | Richard Sweren Lynne E. Litt       | 22 maart 2000     | Earl Hindman - mr. Riley James Georgiades - politieagent Patrick Flannery Danny Johnson - politieagent Earl Smith Ellen Foley - Annette Tobin Michael O'Hare - mr. Tobin David Lipman - rechter Morris Torledsky |
| De moord op een blanke tiener in Harlem lijkt een makkelijke zaak te worden voor Green en Briscoe. Als het blijkt dat twee politieagenten betrokken zijn in deze moord dan wordt de zaak al snel ingewikkelder. McCoy wacht een rechtszaak met racistische ontvlambaarheid en hij krijgt een felle discussie met Schiff. |                       |                     |                                    |                   | |
| 18. | Mega                  | David Platt         | Lynn Mamet                         | 5 april 2000      | Michael McKean - Elias Grace Annette O'Toole - Valerie Grace Jay Patterson - Charles Heckstrom Dana Wheeler-Nicholson - Maggie Callister Peter Hermann - Al Goran Harvey Atkin - rechter Ronald Manheim |
| Wanneer een bom ontploft aan boord van een helikopter sterven er zes mensen, Green en Briscoe onderzoeken de bomaanslag. Zij komen uit bij een vrouw van een slachtoffer van de bomaanslag, tevens verdenken zij ook de onconventionele financieel adviseurs van haar. |                       |                     |                                    |                   | |
| 19. | Surrender Dorothy     | Martha Mitchell     | Barry Schindel Matt Witten         | 26 april 2000     | Jon Cypher - Harlan Graham Lisa Emery - Gwen Graham Richard Joseph Paul - Perry Graham Roger Bart - Alec Hughes Elain R. Graham - professor Vivian Gage David Garrison - rechter Richard Billings |
| Wanneer het lichaam van een lerares wordt gevonden in de kofferbak van een auto worden Green en Briscoe op onderzoek gestuurd. Zij denken dat het slachtoffer een affaire had en dat haar schoonvader, een bekende psychiater, en haar echtgenoot meer weten van haar dood. |                       |                     |                                    |                   | |
| 20. | Untitled              | Jace Alexander      | Richard Sweren Barry M. Schkolnick | 3 mei 2000        | Spencer Garrett - Stephen Olson Bruce MacVittie - Larry Brunig David Thornton - Paul Radford Steven Ogg - Mark Vee Ted Kazanoff - rechter Daniel Scarletti Lynn Cohen - rechter Elizabeth Mizener |
| Wanneer een rijke vrouw, beschermvrouw van de kunst, dood wordt gevonden in haar appartement gaan Green en Briscoe op onderzoek uit. Zij komen uit bij een verdachte die de moord heeft gepleegd, gelijk als op een schilderij die hij heeft gezien. |                       |                     |                                    |                   | |
| 21. | Narcosis              | Constantine Makris  | Kathy McCormick Lynne E. Litt      | 10 mei 2000       | V. Craig Heidenreich - Burt Malone Becky London - Agnes Malone Jon Korkes - advocaat van Burt Malone Michael Winters - mr. Clayborn Paul Regina - Tony Renado Ken Leung - Stephen Wong |
| Wanneer een prostituee vermoord wordt gevonden gaan Green en Briscoe op onderzoek uit. Dit leidt hen naar een complex onderzoek waar onder andere Aziatische prostitutie, mensenhandel, gestolen creditcards en tiener seks op internet voorkomen. |                       |                     |                                    |                   | |
| 22. | High & Low            | Richard Dobbs       | William N. Fordes Gerry Conway     | 17 mei 2000       | Peter Van Wagner - Jim Harris Lee Bryant - Patricia Harris Stephen Spinella - Andy Polone Adrienne Shelly - Wendy Alston Mark Nelson - Julius Reinhard Bob Dishy - Lawrence Weaver |
| Wanneer een studente, die bijkluste als stripper, wordt vermoord gaan Green en Briscoe op onderzoek uit. Zij verdenken twee drugsdealende skinheads, en zij denken dat de baas van de stripclub hen betaalde om haar te vermoorden. Terwijl de rechercheurs de zaak voorbereiden voor McCoy dan leren zij dat de moord gelinkt is aan een oplichtingzaak in de stripclub, dat gedaan werd door een voormalige pornoactrice en een zakenman. |                       |                     |                                    |                   | |
| 23. | Stiff                 | Jace Alexander      | René Balcer Hall Powell            | 24 mei 2000       | David Dukes - David Moore Marin Hinkle - Debbie Mason Lee Wilkof - Eric Berner Caitlin Clarke - Linda Walsh Susan Kellermann - Jeannie Stokes Thom Christopher - dr. Bertram Stokes |
| Wanneer een rijke, van middelbare leeftijd, vrouw in comateuze toestand wordt gevonden gaan Green en Briscoe op onderzoek uit. Zij ontdekken dat zij een overdosis drugs heeft gehad en dat haar man verwikkeld was in seksuele praktijken. Tevens blijkt hun dochter ook een motief te hebben, op financiële vlak. |                       |                     |                                    |                   | |
| 24. | Vaya Con Dios         | Christopher Misiano | René Balcer Richard Sweren         | 24 mei 2000       | Joe Morton - Leon Chiles Tomas Milian - kolonel Emilio Pantoya Rebecca Schull - mrs. Whitman George Morfogen - mr. Reyes Armand Schultz - Kevin Morse |
| Een oudere man probeert uit te vinden wie verantwoordelijk is voor het doden van zijn zoon in 1973 in Chili tijdens het bewind van Pinochet. Als deze oudere man vermoord wordt gaan Green en Briscoe op onderzoek uit. Zij komen uit bij een voormalige Chileense kolonel die in New York is om een behandeling te ondergaan voor kanker. McCoy moet nu uitzoeken of hij wel jurisdictie heeft over deze zaak.                             |                       |                     |                                    |                   | |